# Epipleoneura albuquerqei
Epipleoneura albuquerqei is een libellensoort uit de familie van de Protoneuridae, onderorde juffers (Zygoptera).
De wetenschappelijke naam van de soort is voor het eerst geldig gepubliceerd in 1964 door Machado.